# Kjálkaver
Kjálkaver är en kulle i republiken Island. Den ligger i regionen Suðurland, 140 km öster om huvudstaden Reykjavík. 
Trakten runt Kjálkaver är nära nog obefolkad, med mindre än två invånare per kvadratkilometer. Det finns inga samhällen i närheten. Trakten runt Kjálkaver består i huvudsak av gräsmarker.